# Rosalía Gómez Lasheras
Rosalía Gómez Lasheras (Santiago de Compostela, 1994) es una pianista española.

## Trayectoria vital
Empezó a estudiar piano a los 5 años de edad y amplió sus conocimientos en el Conservatorio Profesional de Santiago, donde remató sus estudios profesionales en 2011 con Premio Extraordinario. Ese mismo año se trasladó a Holanda para realizar estudios superiores en el Conservatorio de Utrecht con el profesor estadounidense Alan Weiss.
En 2013 obtuvo el Primer Premio en el concurso Young Pianist Foundation interpretando el Concierto para piano n.º 2 de Chopin, además del 'Laureates Award' y las Mejores Interpretaciones de Sonata Clásica, Schumann y Música Moderna. Dio su recital de presentación en el Concertgebouw de Ámsterdam.
En 2015, el periódico El Correo Gallego le otorgó el título de "Gallega del Año" por su destacada trayectoria.

## Premios
- Premio Chopin, VII Concurso de Piano Minho (Portugal, 2010)
- XVI Concurso de Piano Infanta Cristina (Madrid, 2012), categoría juvenil.[3]
- XV Cicle de Primavera (Barcelona, 2012)
- Concurso Young Pianist Foundation (Ámsterdam, 2013), Primer Premio.[4]